# Playa de Pedreyada
La playa de Pedreyada se encuentra en el concejo asturiano de Coaña y pertenece a la localidad de Villalocay. La playa es realmente un pedrero con forma de concha, tiene una longitud de unos 190-200 metros y una anchura media de unos 8-10 metro y está cerca de la localidad de Loza. Su entorno es rural y con un bajo grado de urbanización. Las arenas son grises de grano medio y tiene muy poca asistencia. Los accesos son peatonales e inferiores a un kilómetro y de fácil recorrido. Durante la pleamar la playa, que se divide en dos, está dentro de la ensenada de Figueras y la limitada por el oeste la «punta Engaramada», rica en mariscos y con la ventaja de tener un pedrero relativamente cómodo.
Para acceder a la playa, que no tiene señalización alguna, hay que partir desde Villalocay y desde su zona este se observa un bosque muy tupido. A su derecha se ven varios grupos de árboles dispersos. Hacia estos se dirige una pista y al final de ella hay un acceso muy cómodo en bajada que se divide en dos,uno para cada parte de las dos playas. La playa está muy poco visitada por el turismo a pesar de tener una sus aguas una gran tranquilidad y limpieza. La actividad recomendada es la pesca deportiva y la submarina. No dispone de ningún tipo de servicios.